# Григор'єв Василь Леонідович
Васи́ль Леоні́дович Григо́р'єв (Григорьєв) (нар. 6 листопада 1983 — пом. 20 січня 2015) — солдат Збройних сил України, учасник російсько-української війни. Один із «кіборгів».

## Життєпис
Під час строкової служби у 2004-2005-х роках був старшим хіміком військової частини у Самборі.
Під час війни до військкомату пішов добровольцем 28 серпня 2014-го; солдат 90-го окремого десантного штурмового батальйону «Житомир» 81-ї десантно-штурмової бригади, номер обслуги. у листопаді обороняв Костянтинівку, згодом — підступи до Донецького аеропорту. Від кінця листопада — в центральному терміналі. Кінцем грудня побував вдома у короткотерміновій відпустці.
16 січня 2015-го в аеропорту з загоном пережив газову атаку. Загинув 20 січня в бою з російськими збройними формуваннями в новому терміналі Донецького аеропорту — помер від больового шоку. Терористи підірвали підлогу в центральному терміналі, більшість вояків провалилася з 9-метрової висоти, зверху засипало уламками. Василю під час падіння розтрощило ноги, йому бійці ввели знеболювальні ліки й наклали джгут. Кіборги дістали наказ швидко відступати, змушено полишили важкопоранених, яких запевнили — керівництво вже відправляє по них «Ластівки» (автомобілі швидкої допомоги).
По хлопців допомога не змогла пробитися. Тоді ж полягли Андрій Гаврилюк, Олексій Марченко, Олег Мусієнко, Олексій Панченко, Євген Яцина.
Василя упізнали рідні серед загиблих на відео, котре зняли російські терористи. Майже через місяць волонтерам вдалося вивезти тіла дев'яти загиблих оборонців аеропорту.
Похований 20 лютого 2015-го в Нижньому.
Без Василя лишились дружина, три маленькі доньки, брат.

## Нагороди та вшанування
- Указом Президента України № 270/2015 від 15 травня 2015 року, «за особисту мужність і високий професіоналізм, виявлені у захисті державного суверенітету та територіальної цілісності України, вірність військовій присязі», нагороджений орденом «За мужність» III ступеня (посмертно)[2].
- Нагороджений нагрудним знаком «За оборону Донецького аеропорту» (посмертно).
- У місті Деражня на фасаді будівлі Деражнянського професійного аграрного ліцею (вулиця Миру, 177А), де навчався Василь Григор'єв, йому встановлено меморіальну дошку.
- Вшановується в меморіальному комплексі «Зала пам'яті», в щоденному ранковому церемоніалі 20 січня[3][4].